# Mederger Flue
Mederger Flue är en bergstopp i Schweiz.   Den ligger i regionen Plessur och kantonen Graubünden, i den östra delen av landet, 180 km öster om huvudstaden Bern. Toppen på Mederger Flue är 2 706 meter över havet, eller 191 meter över den omgivande terrängen. Bredden vid basen är 1,9 km.
Terrängen runt Mederger Flue är bergig österut, men västerut är den kuperad. Närmaste större samhälle är Davos, 6,7 km öster om Mederger Flue. 
I omgivningarna runt Mederger Flue växer i huvudsak blandskog. Runt Mederger Flue är det ganska glesbefolkat, med 40 invånare per kvadratkilometer.